# Torre del Breny
La Torre del Breny, coneguda popularment com la Torre dels Dimonis, és un sepulcre monumental romà construït al segle iii a pocs metres d'on conflueixen els rius Cardener i Llobregat, al municipi de Castellgalí (Bages). És una obra inclosa en l'Inventari del Patrimoni Arquitectònic de Catalunya.
També dona nom a la urbanització de la Torre del Breny, el quart nucli de població en habitants del terme municipal de Castellgalí.

## Descripció

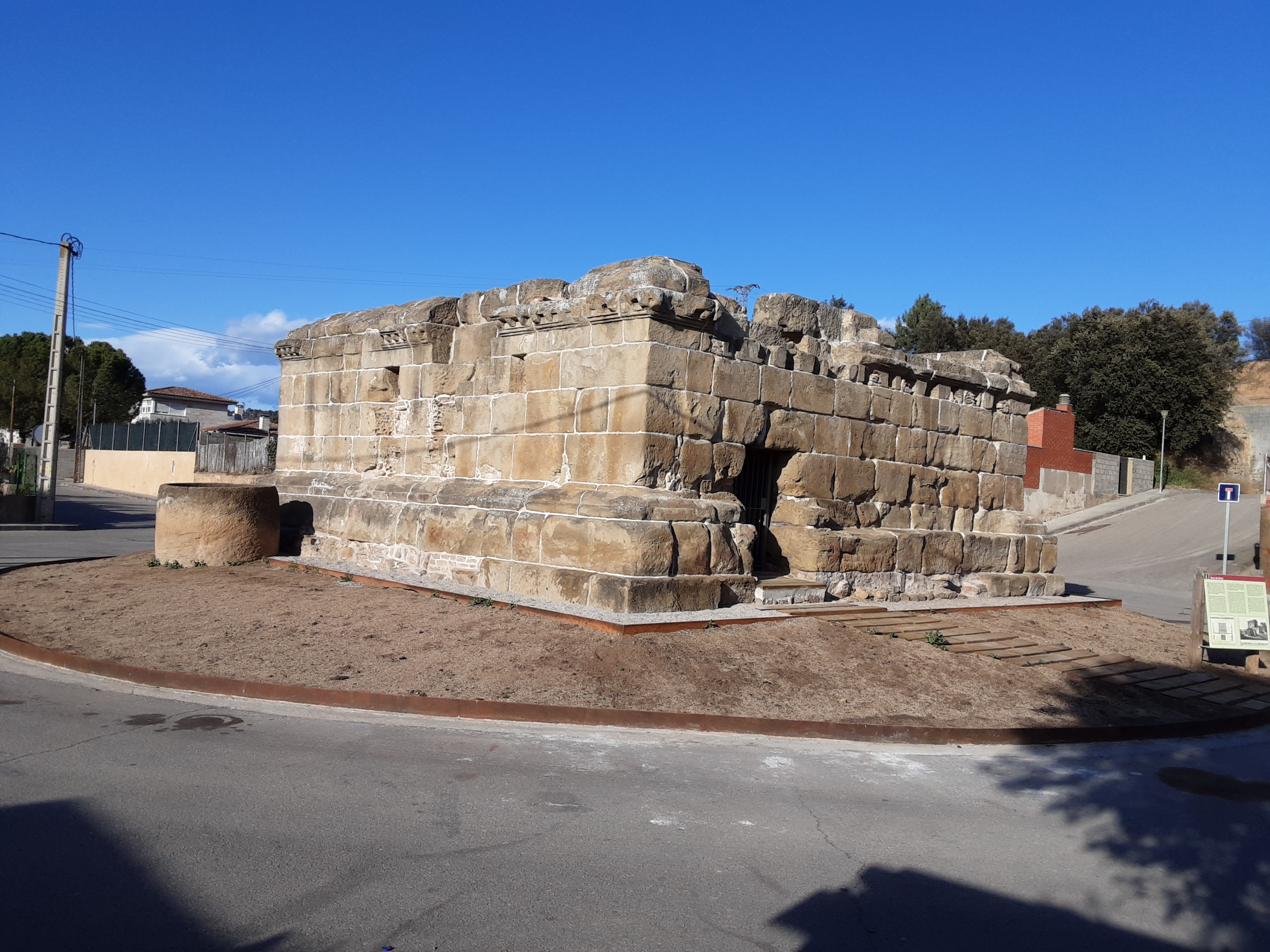
La Torre del Breny després de la primera fase de restauració (2020).

La Torre del Breny és un sepulcre en forma de creu, del qual actualment només se'n conserva el basament. Exteriorment i en la part superior presenta un conjunt de motllures i dentellons força deteriorats. A l'interior hi ha dues cambres rectangulars cobertes per sengles voltes de canó. L'aparell és força regular, format de grans carreus molt ben tallats d'arenisca grisa, units en sec i de forma allargada. A partir d'uns dibuixos d'Alexandre de Laborde, que feu abans de la seva destrucció, podem fer-nos una idea de com seria originàriament. Constava d'un basament ("conditiorium") de 10 x 10'5m i de 3m d'alçada. Exteriorment presentava motllures i dentellons com a elements decoratius. Interiorment estava dividit en dues cambres i cobert amb volta de canó. A sobre del basament hi havia la cel·la, coberta segurament amb volta de canó de mig punt. A dalt quedava rematat per un ample fris ornamental, a sobre del qual hi havia la cornisa, on es recolzaven els vessants de la coberta.
És un edifici en forma de temple de planta quadrada, d'uns 10 m de costat i 3 m d'alçada, cobert amb volta sense pòrtic. Observant les seves fermes i escairades pedres ens podem imaginar la grandària que podia arribar a tenir el monument, probablement el triple del que en queda ara.

## Història
La primera referència bibliografia ens la donà Esteban de Corbera el 1678 (Cataluña Ilustrada, Nàpols), en què testimonià l'existència del monument. J.F. Masdeu ens diu que l'edifici va romandre íntegre fins a finals del S.XVIII, en què es transformà en masia. L'historiador francès Alexandre de Laborde, que va visitar el monument el 1805, en el seu Viatge pintoresc i històric a Espanya en recull l'existència i en fa una descripció completa, un dibuix del conjunt i una planta (1806). Així sabem, per exemple, que a la part superior del cantó oest s'hi erigia un fris que representava una figura femenina nua, acompanyada per dos lleons i motius vegetals. És el testimoni més complet que en tenim.
El 1880 Manuel Torres i Torrents dona indignat la notícia de la destrucció del monument a Memorias o apuntes sobre la Torre del Breny y castillo de Balsareny. S'havia mantingut en bon estat de conservació fins al 1870, que en fou destruïda la part superior per aprofitar-ne els carreus per a la construcció d'una resclosa propera. Entre molts estudiosos que fan referència del monument hi ha Josep Puig i Cadafalch i Albertini, que van afegir poques dades a la historiografia anterior.

## Llegendes
Una de les llegendes que s'expliquen sobre el monument ens explica que va ser construït en una sola nit per un savi diable ajudat per una vella amiga que li duia les pedres que li feien falta. L'endemà, mentre la vella duia a l'espatlla una de les grans pedres, el diable li va dir amb veu de tro: "Seny! No t'has adonat que ja s'ha acabat la Torre del Breny?". Així deixà amb un pam de nas a la vella.